# 앰버 러터
앰버 조 러터(영어: Amber Jo Rutter, 1993년 8월 16일~)는 영국의 사격 선수로 주 종목은 스키트이다. 2024년 하계 올림픽 여자 스키트 종목에서 은메달을 획득했다.
혼정 성씨는 힐(영어: Hill)이다.